# Kukačka červenolící
Kukačka červenolící (Phaenicophaeus pyrrhocephalus) je druh kukačky, která se endemitně vyskytuje ve vlhkých lesích střední a jižní Šrí Lanky.

## Systematika
Za taxonomickou autoritu druhu se považuje velšský přírodovědec Thomas Pennant, jenž tento druh popsal v roce 1769. Jedná se o monotypický taxon. Druhové jméno pyrrhocephalus pochází z řeckého purrhos („ohňový“ ve smyslu „červený“) a kephalos („hlava“).

## Výskyt
Vyskytuje se pouze ve střední a jižní části Šrí Lanky. Obývá starší vlhké stálezelené neporušené lesy s hustým spodním patrem, pouze vzácně zabloudí i blíže k zemědělské krajině. Zůstává převážně ve stromovém baldachýnu, občas může potravu shánět i při zemi. Je možné, že podniká sezónní výškovou migraci.

## Popis

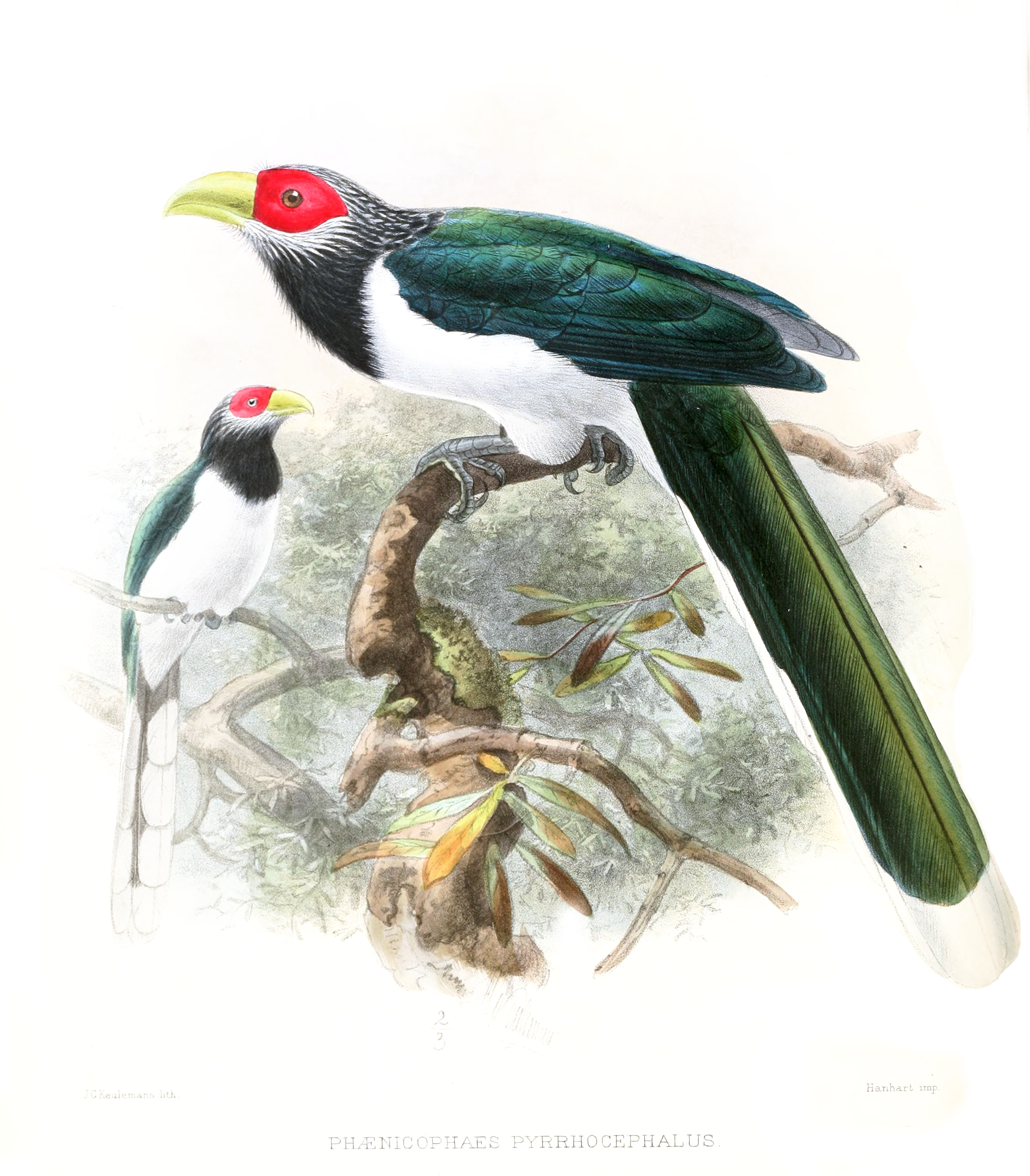
Ilustrace kukačky červenolící (John Gerrard Keulemans, 1878)

Kukačka červenolící dorůstá do délky 40–46 cm. Silný, dolů zahnutý zobák je nazelenalý, spodní čelist je mírně světlejší než ta horní. Nohy jsou hnědé. Duhovky jsou u samce hnědé, u samice bílé. Čelo, korunka a šíje jsou leskle černé s občasným bílým proužkem. Dominantu hlavy tvoří sytě červená obličejová maska, kterou ještě zvýrazňuje bílý, černě flekovaný proužek na spodní straně masky, který se táhne od spodní čelisti směrem k šíji. Hřbet a křídla jsou černá se zeleným či modrým odleskem. Hrdlo a horní část hrudi jsou černé, zatímco spodní část hrudi, boky, břicho a spodní krovky ocasní jsou bílé. Horní část ocasu je černá s bílými konečky.

## Biologie
Živí se převážně velkým hmyzem jako jsou kudlanky, strašilky, housenky nebo cikády. S uchycenou potravu v zobáku násilně mlátí o strom, než ji spolkne. Potravu doplňuje ovocem a bobulemi. Často je k vidění ve smíšených hejnech s jinými druhy, což je potravní strategie typická pro tropické hmyzožravé ptáky s cílem maximalizace efektivnosti krmení a minimalizaci predace. Kukačka červenolící je převážně tichá. V případě hlasového projevu vydává drsné „snarr, snarr“ nebo měkké cvrčivé „krí-krí“ nebo nízké fňukající „kra“ a „kok“. Staví si hnízdo ve vyšších polohách hustých křovin.

## Ohrožení a početnost
Mezinárodní svaz ochrany přírody (IUCN) považuje kukačku červenolící za zranitelný druh. Ještě v průběhu 19. století byla tato kukačka rozšířena po většině zalesněných nížin Šrí Lanky, avšak areál výskytu druhu se postupně snížil do menších, lokalizovaných, kapsovitých populací následkem úbytku a přeměny habitatu. Tento předpokládaný úbytek pokračuje dodnes. Velikost populace se opatrně odhaduje na 4–15 tisíc jedinců.